# Küchenhof (Altenberg)

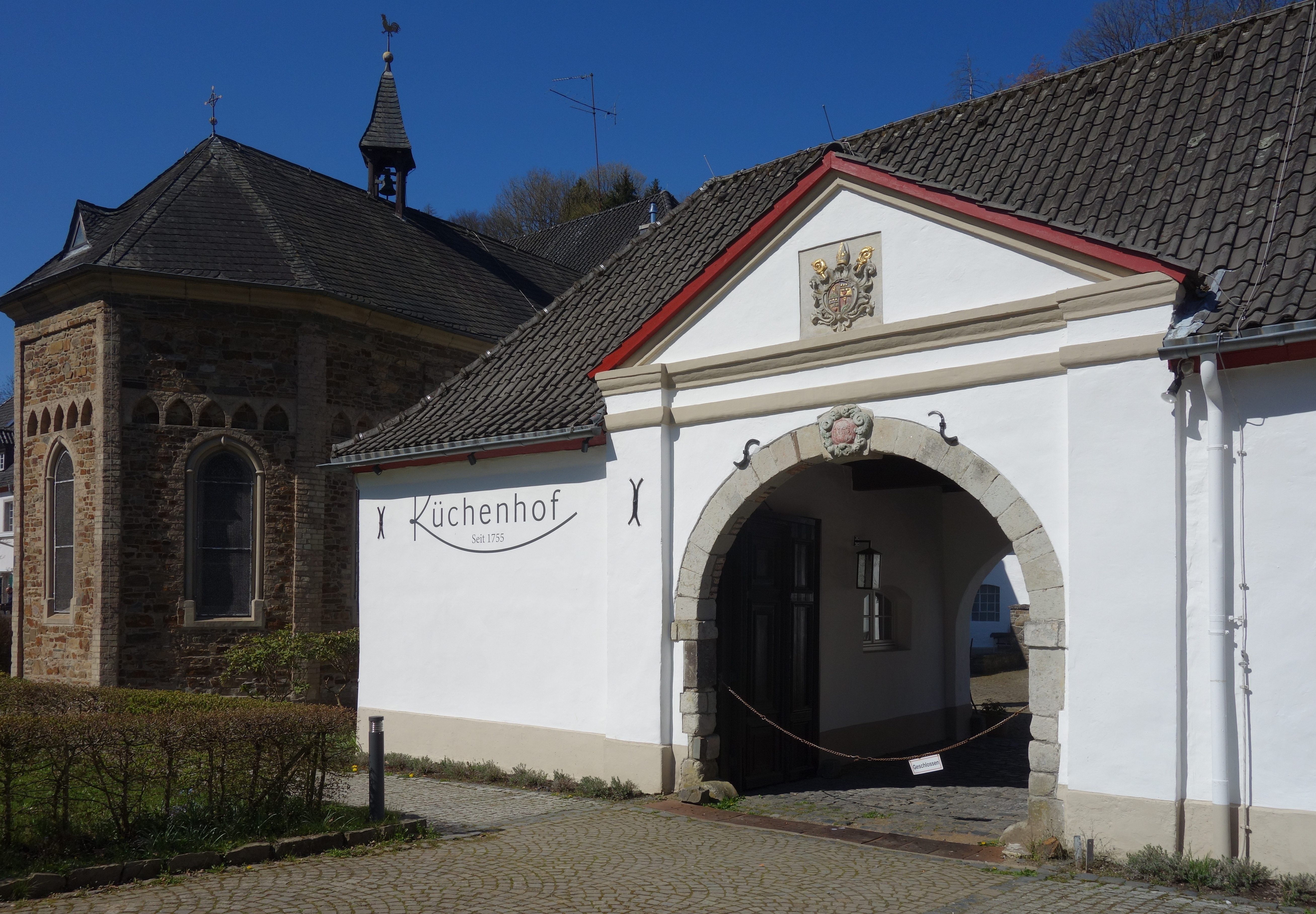
Küchenhof mit angebauter Markuskapelle

Der Küchenhof ist ein ehemaliger Wirtschaftshof der Abtei Altenberg der Zisterzienser im Ortsteil Altenberg der Gemeinde Odenthal (Rheinisch-Bergischer Kreis) in Nordrhein-Westfalen.

## Entstehungsgeschichte

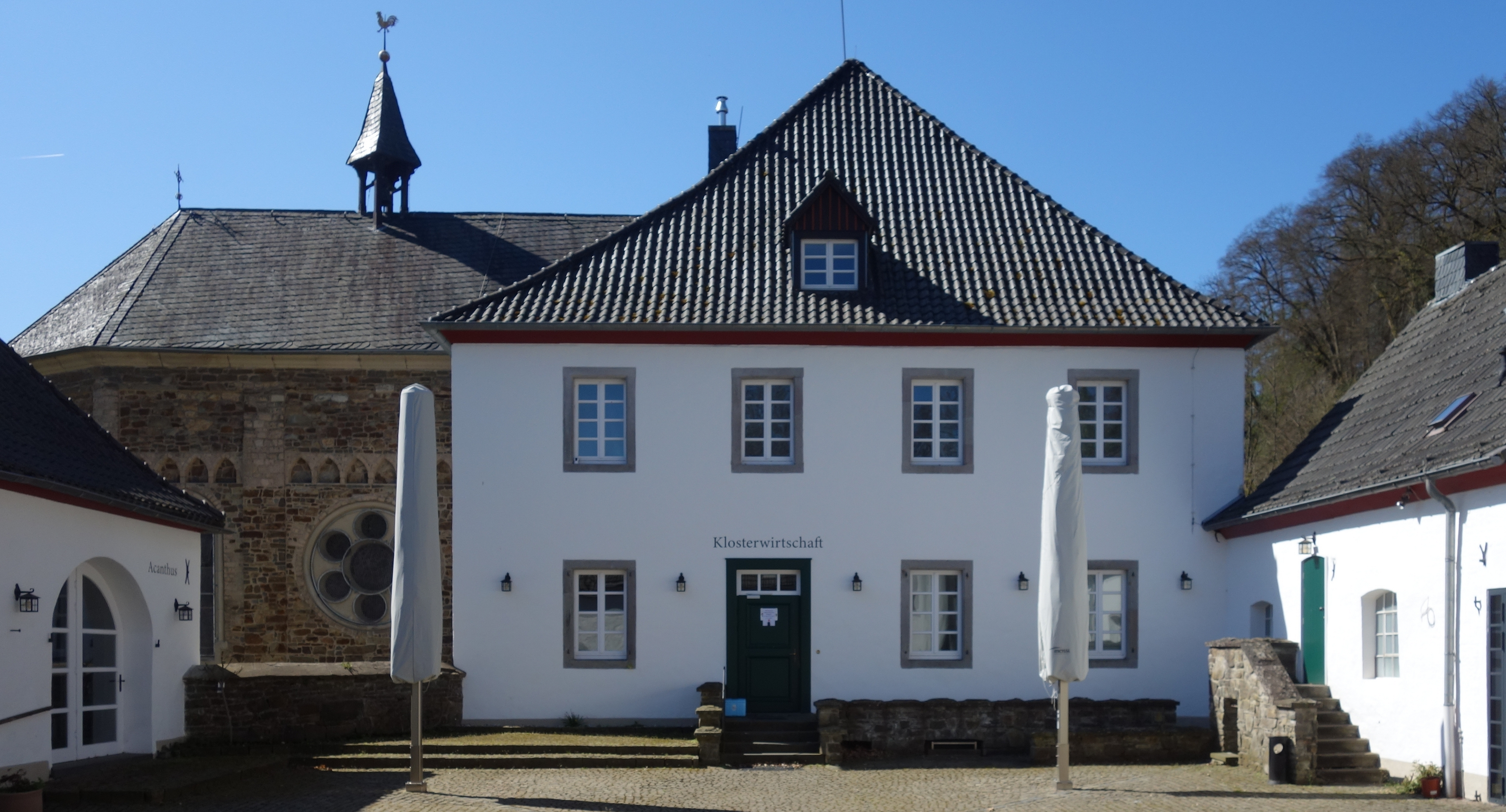
Innenbereich des Vierkanthofs mit Klosterwirtschaft

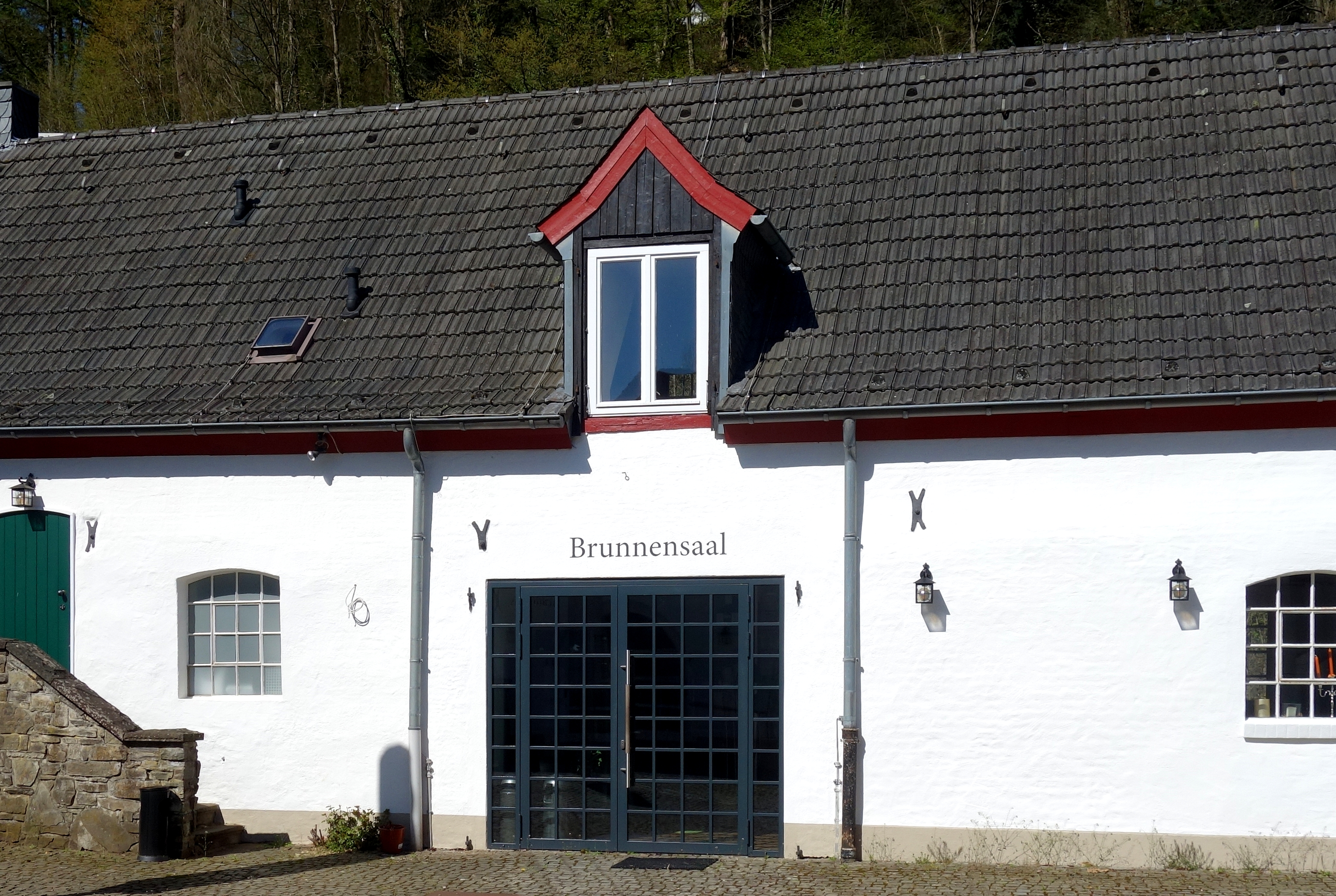
Brunnensaal

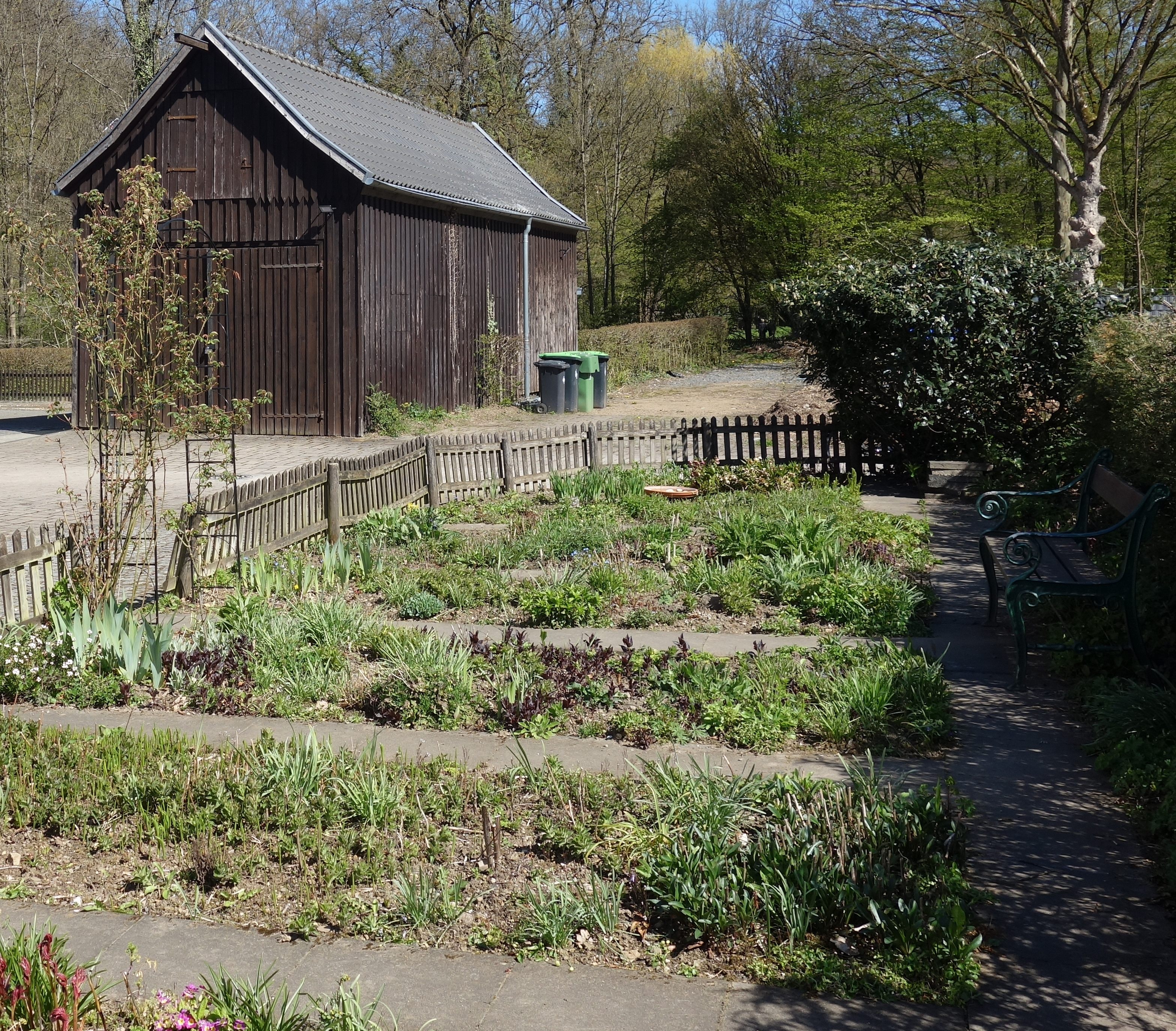
Kräutergarten

Die Ursprünge des Küchenhofs gehen vermutlich auf das 12. oder 13. Jahrhundert zurück. Um die Mitte des 12. Jahrhunderts verlegte das 1133 gegründete Kloster Altenberg seinen endgültigen Standort direkt an die Dhünn; entlang des Flusses entstanden verschiedene Wirtschaftsgebäude, die dem Küchenhof benachbarte Markuskapelle wurde um 1225 erbaut. Die Erzeugnisse des Küchenhofs dienten der direkten Versorgung der Abtei. Auch als der übrige Klosterbesitz seit dem 15. Jahrhundert komplett verpachtet war, blieb der Küchenhof weiterhin in Eigenbewirtschaftung.
Innerhalb der Mauern des Küchenhofs erstreckten sich Wiesen und Gärten. Ackerflächen befanden sich hauptsächlich auf dem Talboden des Dhünntals und auf unteren flachen Hanglagen. Der Küchenhof war umgeben von einem Wall und einem Ackerrain, was sich heute noch teilweise nachvollziehen lässt.
Als 1752 auch der benachbarte Altenberger Hof entstand, wurden die alten Gebäude – in einer Beschreibung vom Anfang des 18. Jahrhunderts „Die Meyerey undt waschhaus“ genannt – abgerissen und 1755 eine eigenständige Meierei in der Bauform eines Vierkanthofs errichtet. Zu dieser Meierei gehörten ein Wirtschaftsgebäude, zwei Längsstallungen, ein Gewächshaus sowie ein Gemüse- und Kräutergarten. Die Markuskapelle wurde dabei in den Küchenhof mit einbezogen.

## Übernahme durch den Aktionskreis Altenberg und Auslauf des Erbbaurechtsvertrages
Die Abtei wurde 1802 aufgelöst und säkularisiert. Der Küchenhof diente in der Folgezeit bis 1982 als landwirtschaftlicher und  seitdem bis heute als gastronomischer Betrieb. 1983 übernahm der Aktionskreis Altenberg e.V. das Grundstück im Rahmen eines Erbbaurechtsvertrages von Hubertus Prinz zu Sayn-Wittgenstein-Berleburg und restaurierte die Gebäude in Eigenregie. Der Verein war zuständig für die Gaststätte, die Töpferei, das Schmuckatelier, den Ausstellungsraum, den Pilgersaal, das Lapidarium sowie für den Kräuter- und Bauerngarten.
Ende 2018 lief der Erbbaurechtsvertrag für das Grundstück aus. Damit fiel der Küchenhof an den Eigentümer Hubertus Prinz zu Sayn-Wittgenstein zurück.

## Sanierung und Umbau
Am 18. Januar 2020 öffnete das Restaurant wieder für Gäste, nachdem der Küchenhof fast ein Jahr lang wegen dringend notwendiger Sanierungsmaßnahmen geschlossen war. Das Gebäude wurde vollständig entkernt. Unter anderem wurden hierbei auch die alten Decken und der alte Putz entfernt, neue Böden verlegt, die Küche komplett erneuert sowie neue Toilettenanlagen und ein Gaskamin eingebaut. Bei allen Umbauarbeiten achtete man darauf, den historischen Charakter des Gebäudes zu erhalten.

## Denkmalschutz
Der Küchenhof wurde am 15. Oktober 1982 unter der Nummer 5 in die Liste der Baudenkmäler in Odenthal eingetragen.